# Alasana Manneh
Alasana Manneh (sinh 8 tháng 4 năm 1998) là một cầu thủ bóng đá Gambia thi đấu cho câu lạc bộ Ba Lan Górnik Zabrze ở vị trí tiền vệ.
Manneh gia nhập Etar ngày 23 tháng 1 năm 2018.